# Quelle nuit !

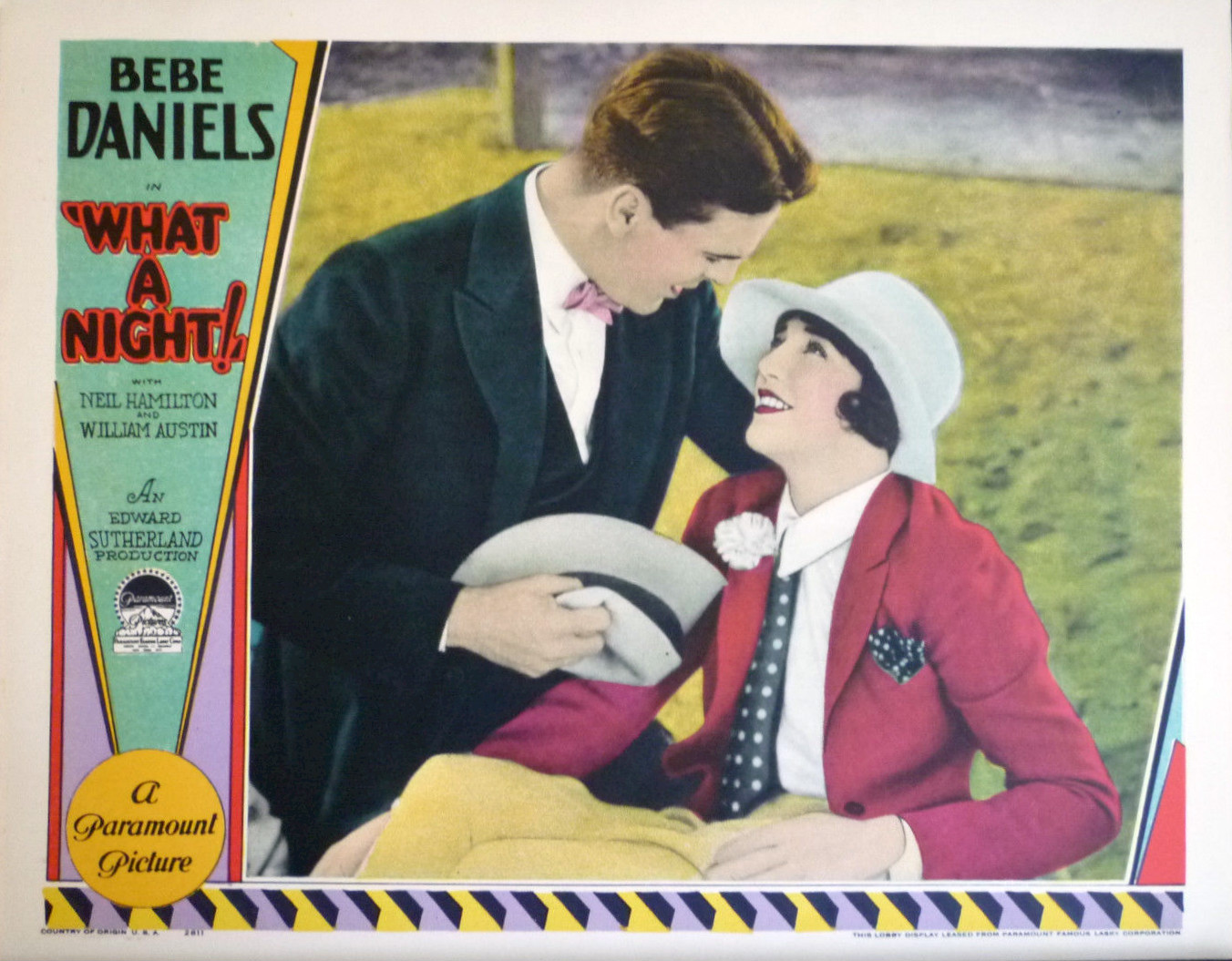
Carte promotionnelle du film

 Quelle nuit ! (What a Night!) est un film américain réalisé par A. Edward Sutherland et sorti en 1928.

## Synopsis
Dorothy Winston est une riche héritière qui souhaite devenir journaliste et lorsqu'elle met au jour un grand complot, elle se retrouve en danger de mort.

## Fiche technique
- Titre : Quelle nuit !
- Titre original : What a Night!
- Réalisation : A. Edward Sutherland
- Scénario : Louise Long, Herman J. Mankiewicz (intertitres)
- Photographie : Edward Cronjager
- Production : Paramount Pictures[1]
- Montage : Doris Drought
- Durée : 6 bobines[2]
- Date de sortie :
  - États-Unis : 22 décembre 1928

## Distribution
- Bebe Daniels : Dorothy Winston
- Neil Hamilton : Joe Madison
- William Austin : Percy Penfield
- Wheeler Oakman : Mike Corney
- Charles Sellon : Editor Madison
- Charles Hill Mailes : Patterson
- Ernie Adams : Snarky